# Aime
Aime és un municipi francès situat al departament de la Savoia i a la regió d'Alvèrnia-Roine-Alps. L'any 2007 tenia 3.366 habitants.

## Demografia

### Població
El 2007 la població de fet d'Aime era de 3.366 persones. Hi havia 1.443 famílies de les quals 491 eren unipersonals (231 homes vivint sols i 260 dones vivint soles), 377 parelles sense fills, 466 parelles amb fills i 109 famílies monoparentals amb fills.
La població ha evolucionat segons el següent gràfic:
Habitants censats

### Habitatges
El 2007 hi havia 3.508 habitatges, 1.461 eren l'habitatge principal de la família, 1.909 eren segones residències i 138 estaven desocupats. 950 eren cases i 2.539 eren apartaments. Dels 1.461 habitatges principals, 876 estaven ocupats pels seus propietaris, 505 estaven llogats i ocupats pels llogaters i 80 estaven cedits a títol gratuït; 76 tenien una cambra, 199 en tenien dues, 323 en tenien tres, 390 en tenien quatre i 473 en tenien cinc o més. 977 habitatges disposaven pel capbaix d'una plaça de pàrquing. A 675 habitatges hi havia un automòbil i a 589 n'hi havia dos o més.

### Piràmide de població
La piràmide de població per edats i sexe el 2009 era:
| Homes | Edats   | Dones |
| ----- | ------- | ----- |
| 0     | 95 o +  | 4     |
| 0     | 90 a 94 | 16    |
| 4     | 85 a 89 | 28    |
| 12    | 80 a 84 | 36    |
| 20    | 75 a 79 | 52    |
| 68    | 70 a 74 | 72    |
| 76    | 65 a 69 | 88    |
| 48    | 60 a 64 | 44    |
| 80    | 55 a 59 | 76    |
| 100   | 50 a 54 | 104   |
| 100   | 45 a 49 | 80    |
| 112   | 40 a 44 | 116   |
| 140   | 35 a 39 | 112   |
| 176   | 30 a 34 | 144   |
| 132   | 25 a 29 | 168   |
| 56    | 20 a 24 | 80    |
| 116   | 15 a 19 | 68    |
| 96    | 10 a 14 | 164   |
| 112   | 5 a 9   | 164   |
| 104   | 0 a 4   | 100   |

## Economia
El 2007 la població en edat de treballar era de 2.192 persones, 1.730 eren actives i 462 eren inactives. De les 1.730 persones actives 1.674 estaven ocupades (885 homes i 789 dones) i 56 estaven aturades (22 homes i 34 dones). De les 462 persones inactives 163 estaven jubilades, 166 estaven estudiant i 133 estaven classificades com a «altres inactius».

### Ingressos
El 2009 a Aime hi havia 1.531 unitats fiscals que integraven 3.569,5 persones, la mediana anual d'ingressos fiscals per persona era de 18.398 €.

### Activitats econòmiques
Dels 578 establiments que hi havia el 2007, 4 eren d'empreses extractives, 11 d'empreses alimentàries, 13 d'empreses de fabricació d'altres productes industrials, 82 d'empreses de construcció, 64 d'empreses de comerç i reparació d'automòbils, 21 d'empreses de transport, 60 d'empreses d'hostatgeria i restauració, 5 d'empreses d'informació i comunicació, 14 d'empreses financeres, 24 d'empreses immobiliàries, 38 d'empreses de serveis, 210 d'entitats de l'administració pública i 32 d'empreses classificades com a «altres activitats de serveis».
Dels 136 establiments de servei als particulars que hi havia el 2009, 1 era una oficina d'administració d'Hisenda pública, 1 gendarmeria, 1 oficina de correu, 5 oficines bancàries, 3 tallers de reparació d'automòbils i de material agrícola, 2 tallers d'inspecció tècnica de vehicles, 1 autoescola, 14 paletes, 15 guixaires pintors, 25 fusteries, 9 lampisteries, 5 electricistes, 1 empresa de construcció, 8 perruqueries, 2 veterinaris, 36 restaurants, 5 agències immobiliàries, 1 tintoreria i 1 saló de bellesa.
Dels 43 establiments comercials que hi havia el 2009, 2 eren supermercats, 2 botigues de més de 120 m², 3 botiges de menys de 120 m², 7 fleques, 4 carnisseries, 4 llibreries, 3 botigues de roba, 1 una botiga d'equipament de la llar, 1 una botiga d'electrodomèstics, 1 una botiga de mobles, 11 botigues de material esportiu, 1 un drogueria i 3 floristeries.
L'any 2000 a Aime hi havia 34 explotacions agrícoles que ocupaven un total de 1.830 hectàrees.

## Equipaments sanitaris i escolars
El 2009 hi havia 1 farmàcia i 1 ambulància.
El 2009 hi havia 1 escola maternal i 4 escoles elementals. Aime disposava d'un col·legi d'educació secundària amb 426 alumnes.

## Poblacions més properes
El següent diagrama mostra les poblacions més properes.